# Chór Akademicki Uniwersytetu Kazimierza Wielkiego
Chór Akademicki Uniwersytetu Kazimierza Wielkiego w Bydgoszczy – polski chór mieszany będący częścią kulturalnej działalności Uniwersytetu Kazimierza Wielkiego w Bydgoszczy.

## Charakterystyka
Chór liczy około 90 osób, studentów Instytutu Edukacji Muzycznej Uniwersytetu Kazimierza Wielkiego w Bydgoszczy. Jego repertuar obejmuje utwory kompozytorów wszystkich epok, także współczesnych. 

## Historia
Chór powstał przy Instytucie Wychowania Muzycznego (1971) Wyższej Szkoły Pedagogicznej w Bydgoszczy. Pierwszym dyrygentem zespołu był prof. Jan Lach.  Poza kompozycjami a cappella, wykonywał formy wokalno-instrumentalne z udziałem profesjonalnych orkiestr filharmonicznych. m.in.: Filharmonii Pomorskiej, Bałtyckiej, Koszalińskiej, Toruńskiej Orkiestry Kameralnej. Zespołem dyrygowali czołowi polscy dyrygenci: Henryk Czyż, Bogusław Madey, Marek Pijarowski, Jerzy Salwarowski, Antoni Wit. Chór występował też poza granicami Polski, m.in. w Niemczech, Francji, Danii, Słowacji, Czechach, Estonii, we Włoszech, na Malcie i w Watykanie. Zespół dokonał także nagrań dla radia i telewizji, m.in. dla WDR w Kolonii (1992).
W 2023 roku chór obchodził uroczysty jubileusz 50-lecia istnienia.

## Wybrane nagrody i wyróżnienia
Chór zdobywał wiele wyróżnień i nagród na zagranicznych festiwalach i krajowych konkursach, m.in.: w Kalundborg (Dania, 1992,1995,1998). na Międzynarodowym Festiwalu Pieśni Chóralnej-Religijnej w Rumi (1990,1991,1999), Międzynarodowym Festiwalu Pieśni Chóralnej w Międzyzdrojach (1990), Chor Workshop (Viborg Dania, 1994). Zespół śpiewał dla Jana Pawła II (Watykan, 1996, 2000), wystąpił ponadto na International Chorfestival Malta (1996), Festiwalach Organowych w Koszalinie (1993) i Łodzi (1996), Florilege Vocal de Tours (Francja, 1997), w Bańskiej Bystrzycy (1993,1994,1997), Harmonie Festival (Niemcy, 1994,1999), Musikalische Sommer, Schiffenberg (Niemcy, 1999), Międzynarodowym Festiwalu Muzyki Sakralnej w Warszawie (1999).
W 1998 r. uczestniczył w Festiwalu Orlando di Lasso w Watykanie, gdzie zdobył złoty medal i I miejsce w kategorii chórów mieszanych. W listopadzie 2000 r. zdobył Grand Prix podczas Międzynarodowego Konkursu Chóralnego na Malcie, a w 2001 r. złoty i srebrny medal Międzynarodowego Konkursu Chóralnego w Camerao (Włochy).